# روبرت بنجامين هيلتون
روبرت بنجامين هيلتون (بالإنجليزية: Robert Benjamin Hilton)‏ هو مُحرِّر وقاضي وصحفي ومحامي وسياسي أمريكي، ولد في 1821 في فرجينيا في الولايات المتحدة، وتوفي في 10 يناير 1894.